# Pimelimyia semitestacea
Pimelimyia semitestacea là một loài ruồi trong họ Tachinidae.